# 多摩川スカイブリッジ
多摩川スカイブリッジ（たまがわスカイブリッジ）は、神奈川県川崎市川崎区殿町三丁目（キングスカイフロント）と東京都大田区羽田空港二丁目（HANEDA GLOBAL WINGS）を結ぶ、多摩川に架かる橋である。
前後の取付部を含む道路の仮称は羽田連絡道路であり、道路法上の名称は川崎市側が川崎市道殿町羽田空港線、東京都側が東京都道311号環状八号線である。また、都市計画道路としての路線名は川崎市側が川崎都市計画道路3・4・29号殿町羽田空港線、東京都側が東京都市計画道路補助第333号線である。
多摩川の橋としては最も下流に位置している。

## 概要

### 神奈川口構想
羽田空港と川崎市臨海部を結ぶ「神奈川口」は、千葉〜都内〜横浜〜横須賀を繋ぐ東京湾沿いを走るアクセスの大動脈となることを想定し、神奈川県としては長年の悲願とされていた。2004年（平成16年）2月12日、国土交通大臣、神奈川県知事、横浜市長、川崎市長を構成員とする「第1回神奈川口構想に関する協議会」が開催され、以後2006年（平成18年）までに4回会合を行い「神奈川口構想」について検討を進めた。
「神奈川口構想」は羽田空港の再拡張・国際化に合わせて多摩川にある首都高速湾岸線と大師橋の間に空港に接続する橋または海底トンネルを建設し、多摩川の対岸にある川崎市側にも空港施設を設置するという構想で、いすゞ自動車川崎工場跡地の利用を想定していた。国際線旅客ターミナル（現：第3旅客ターミナル）の出国手続き施設を建設するほか、ホテルや物流施設を併設し、経済的な地盤沈下が進む京浜臨海部再生の起爆剤になると考えられた。
この「神奈川口構想」に対しては、東京都大田区が「区庁舎があり、中心的な役割を担っている蒲田の衰退を招く」という理由から強く反対したが、「アジア諸都市の国際ハブ空港競争激化の中にあって、日本の羽田空港がそれに勝ち抜くキーのひとつとしてあげられるのが、臨空関連施設やホテル他を擁する神奈川口構想の成立可否かもしれない」とする新聞記事もあった。

### 羽田連絡道路建設決定
2014年（平成26年）9月8日、「羽田空港周辺・京浜臨海部連携強化推進委員会」の初会合で政府は羽田空港と川崎市を直結する「連絡橋」と「海底トンネル」の新設を決定。川崎市の15年来の悲願が実現することとなった。2015年（平成27年）5月18日に開かれた「羽田空港周辺・京浜臨海部連携強化推進委員会」の第2回会合で、羽田連絡橋などの整備場所について「川崎区の殿町地区中央部に両地区を結ぶ新たな橋梁（2車線）」と初めて明記された。2017年（平成29年）1月24日、川崎市と東京都が「羽田連絡道路」の都市計画事業認可を取得し、事業に着手した。事業総額は300億円。負担額は橋梁部分の260億円は国と川崎市が折半し、川崎市は川崎市側の取り付け部の整備費約40億円を負担する。首都高湾岸線が多摩川トンネルを通過する地下ルートであるため、本橋梁は多摩川河口から第一番目に架かる橋となる。橋には幅員7.5メートルの2車線の車道に加え、両側に4.9メートル幅の歩道・自転車道がそれぞれ設けられるが、主に遠方から羽田空港へのアクセスを想定して計画されたため、50cc未満の原動機付自転車及び軽車両（自転車を除く）は通行できない。所要時間は開通前は対岸まで電車とバスで1時間、自動車で20分程度かかっていたものが、この道路の完成により車では3分、徒歩でも10分余りで行き来できるようになる。開通は当初2020年東京オリンピックに合わせ2020年（令和2年）夏を予定していたが、2度の延期を経て2021年度（令和3年度）に変更され、2022年（令和4年）3月12日に開通した。
羽田空港側ではHANEDA GLOBAL WINGS、川崎市側ではキングスカイフロント（殿町国際戦略拠点）の各施設の建設、整備が進められた。また、開通後の2022年4月1日には川崎鶴見臨港バスにより、スカイブリッジを通行して天空橋駅と大師橋駅および浮島バスターミナルを結ぶ路線バスの運行が開始された。

### 橋梁
形式は羽田側の陸上部（A1 - P2）を鋼2径間連続鈑桁、多摩川渡河部（P2 - P5）をRC製の橋脚に鋼製の上部工を剛結した複合ラーメン構造としている。渡河部の最大支間長240 mは複合ラーメン橋として日本最大級となっている。
- 形式 - 鋼2径間連続鈑桁橋 + 鋼3径間連続箱桁橋（複合ラーメン）
- 橋長 - 674 m
  - 径間割 - ( 189.55 m + 240.00 m + 173.00 m ) + ( 36.0 m + 36.0 m )
- 幅員 - 17.3 m
- 下部工 - RC逆T式橋台（A1）・RCT型橋脚（P1・P2）・RC壁式橋脚（P3・P4）・ラーメン式橋脚（P5）
- 基礎 - 鋼管杭基礎（A1 - P2）・鋼管矢板井筒基礎（P3・P4）
- 設計 - パシフィックコンサルタンツ
- 施工 - 五洋建設・日立造船・不動テトラ・横河ブリッジ・本間組・高田機工特定建設工事共同企業体
- 架設工法 - 台船架設工法・フローティングクレーン架設工法・トラベラクレーン張出し架設工法・送出し架設工法（P2 - P5）、トラッククレーン工法（A1 - P2）[26]

### 名称
名称は一般公募され、8,489件の応募があった。応募の上位20案で選考が行われた。応募上位20案のうち9案が「スカイブリッジ」もしくは「ウイングブリッジ」を含んでおり、1位「スカイブリッジ」、4位「羽田スカイブリッジ」、8位「川崎スカイブリッジ」、12位「多摩川スカイブリッジ」であった。国や東京都、川崎市など事業に係る行政機関や地元で構成する検討委員会にて検討され、「多摩川両岸の地域がつながり、空へ、世界へと発展していくようなイメージを抱きやすく、羽田空港に近接し、空が広く開放的に感じられる橋にふさわしい名称である。また、公募において多くの意見を頂いた「スカイブリッジ」が含まれ、地域から親しまれてきた象徴的な存在である「多摩川」の名前が入ることで、末永く多くの人々に愛着をもっていただけることが期待できる。」との選考理由により、「多摩川スカイブリッジ」が選ばれた。

## 歴史
- 2004年（平成16年）2月12日 : 「第1回神奈川口構想に関する協議会」開催[7]。
- 2006年（平成18年）2月7日 : 「第4回神奈川口構想に関する協議会」開催[30]。神奈川口構想に関する協議会は第4回が最後の開催となった[30]。
- 2014年（平成26年）9月8日 : 羽田空港と川崎市を直結する「連絡橋」の新設を政府が決定[10][11]。
- 2015年（平成27年）5月18日 : 「羽田空港周辺・京浜臨海部連携強化推進委員会」の第2回会合が、東京都内で開かれ、多摩川の上流部、中央部、下流部の3ルート案から羽田空港跡地地区と川崎市市川崎区の殿町地区中央部に2車線の橋を新設する案に決定した[31]。
- 2017年（平成29年）
  - 1月24日 : 川崎市と東京都が「羽田連絡道路」の都市計画事業認可を取得し、事業に着手[14]。
  - 9月30日 : 起工式[15]。
- 2019年（令和元年）8月23日 : 川崎市が「羽田連絡道路」工事の進捗状況を発表し、河口付近にあった想定を超える土砂の堆積など現場の悪条件で工事が遅れていることから開通時期を2020年7月から2020年度に変更[32][33]。これにより2020年東京オリンピック・パラリンピックに開通が間に合わなくなった[33][注釈 1]。
- 2020年（令和2年）4月24日 : 川崎市は前年の令和元年東日本台風の影響による土砂堆積などから、工期を精査した結果、開通時期を2021年度に変更することを発表した[21]。
- 2021年（令和3年）7月6日 : 羽田連絡道路を構成する橋梁の名称が「多摩川スカイブリッジ」に決定[34]。
- 2022年（令和4年）
  - 3月12日 : 開通[22][23][24]。
  - 4月1日 : 大師橋駅 - 天空橋駅、浮島バスターミナル - 天空橋駅間でのバス運行が開始[35]。
  - 5月16日：土木学会田中賞（作品部門）を受賞[36][37][38]。計画・設計・施工にあたり、河口干潟が存在する生態系保持空間を改変しないなど、多摩川河口の豊かな自然環境に最大限配慮[36][37][38]。維持管理性や景観性の両立を追求し、「他に類を見ない橋梁美を実現した」ことが評価された[36][37][38]。
- 2023年（令和5年）
  - 1月27日 : 東京都が多摩川スカイブリッジの開通後効果を検証し、そのストック効果を公表した[39]。
  - １.大師橋（産業道路）の交通量が約3割減少（25,444台/日→18,313台/日）、うち大型車が約4割減少（9,004台/日→5,543台/日）したことにより、大師橋の混雑状況が大幅に改善した[39]。
  - 2.車道と歩道の間を区切る柵が少ない弁天橋通り（通学路）の交通量が約2割減少(4,451台/日→3,600台/日)、うち大型車が約3割減少（1,036台/日→696台/日）したことにより、生活道路の安全性が向上した[39]。
  - 3.羽田グローバルウイングズからキングスカイフロントまでの自動車の平均所要時間が、約11分（約14分→約3分）短縮された[39]。
- 2025年（令和7年）
  - 1月27日 : 多摩川スカイブリッジを経由する京急大師橋駅と京急天空橋駅間で、自動運転バスの実証実験が開始された[40][41]。この実験は、川崎市と東京都大田区を結ぶ「羽田連絡線」ルートにおいて、全国初の都道府県境をまたぐ自動運転バスの試みであり、将来のレベル4自動運転の実装を視野に入れたものである[40][41]。

## ギャラリー

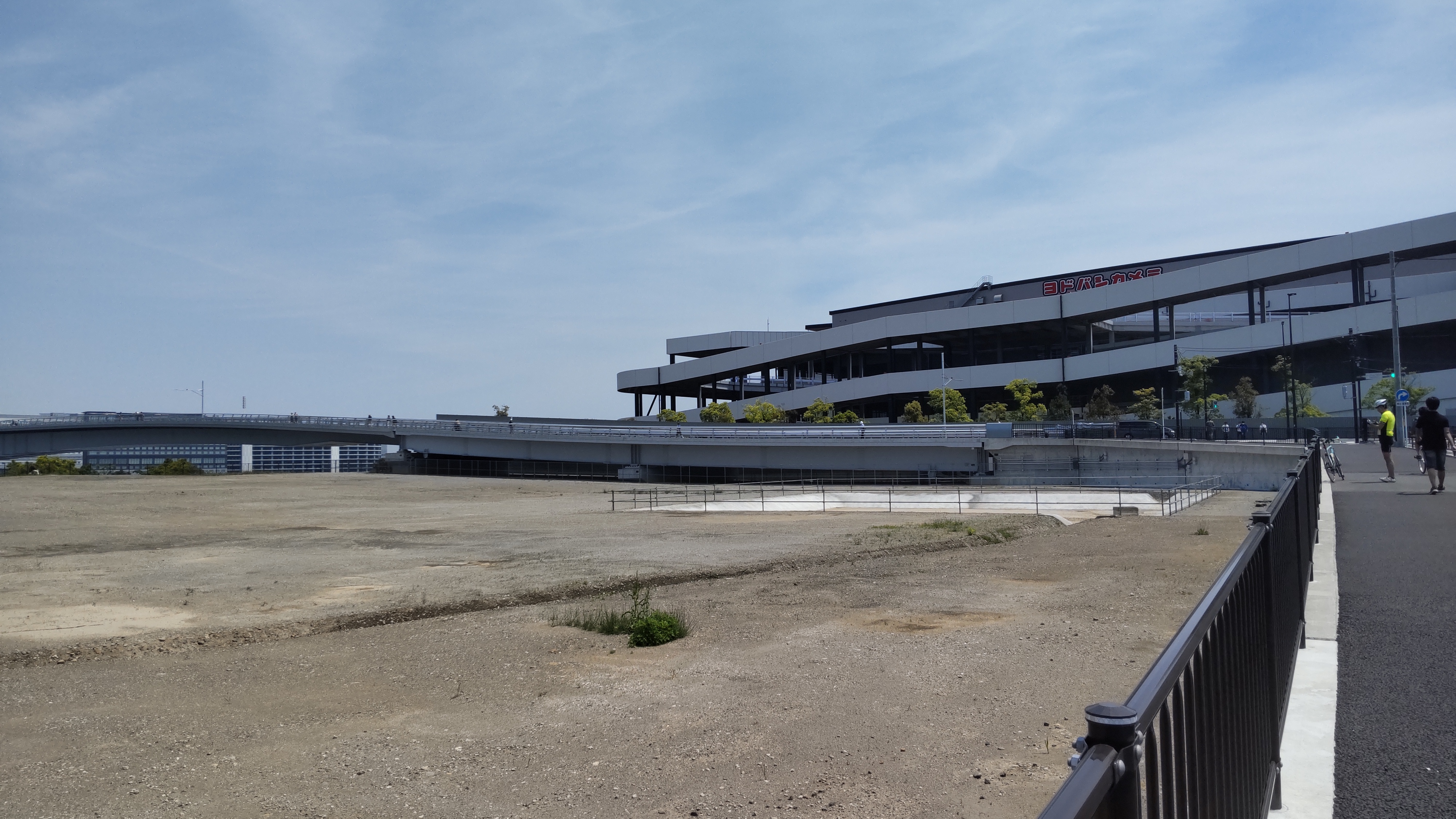
川崎側から見た多摩川スカイブリッジ (2022年5月) 右奥に見える建物はヨドバシカメラ・アッセンブリーセンター川崎
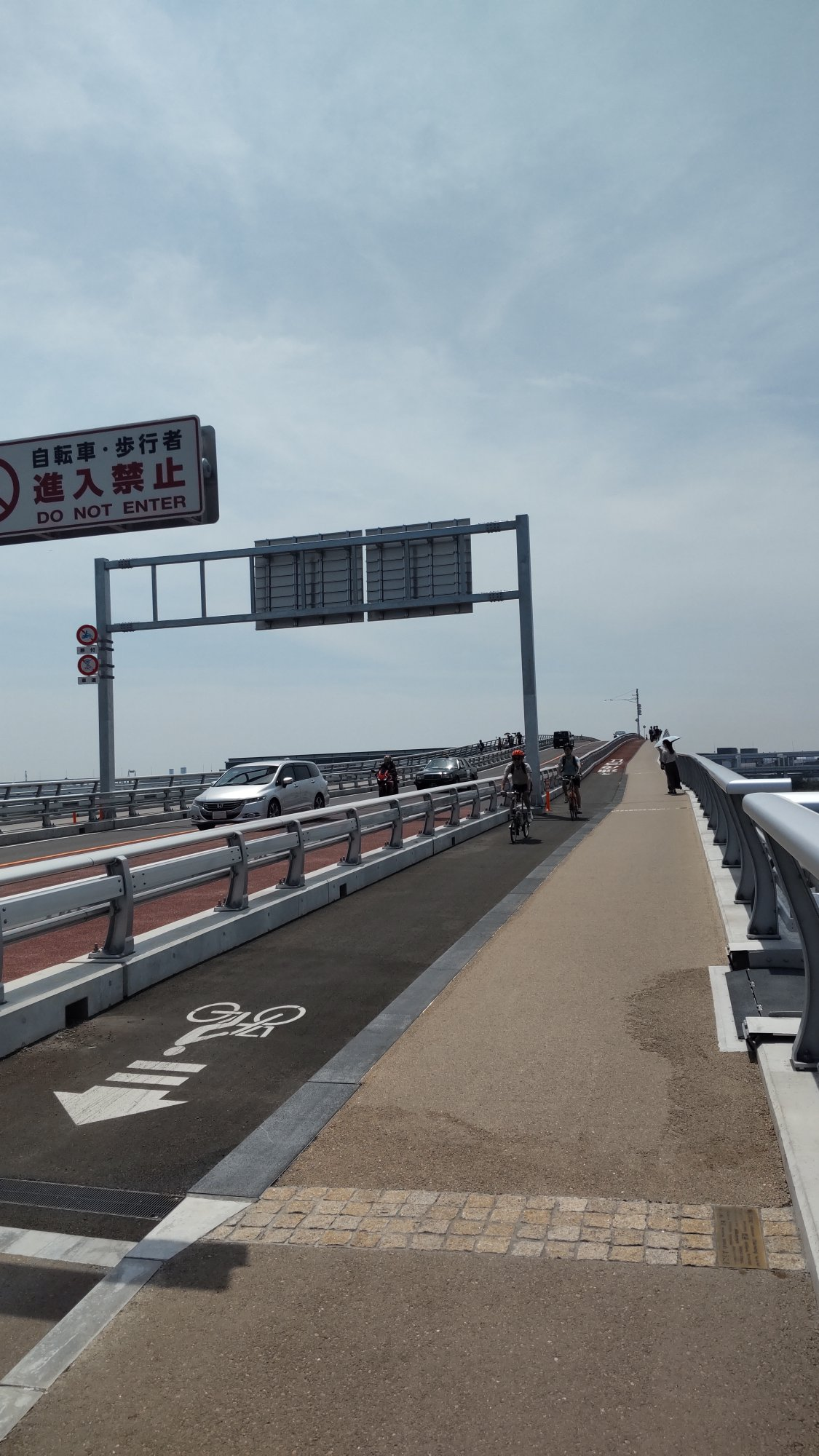
多摩川スカイブリッジ (2022年5月) 車道と別に歩道・自転車道が設置されている
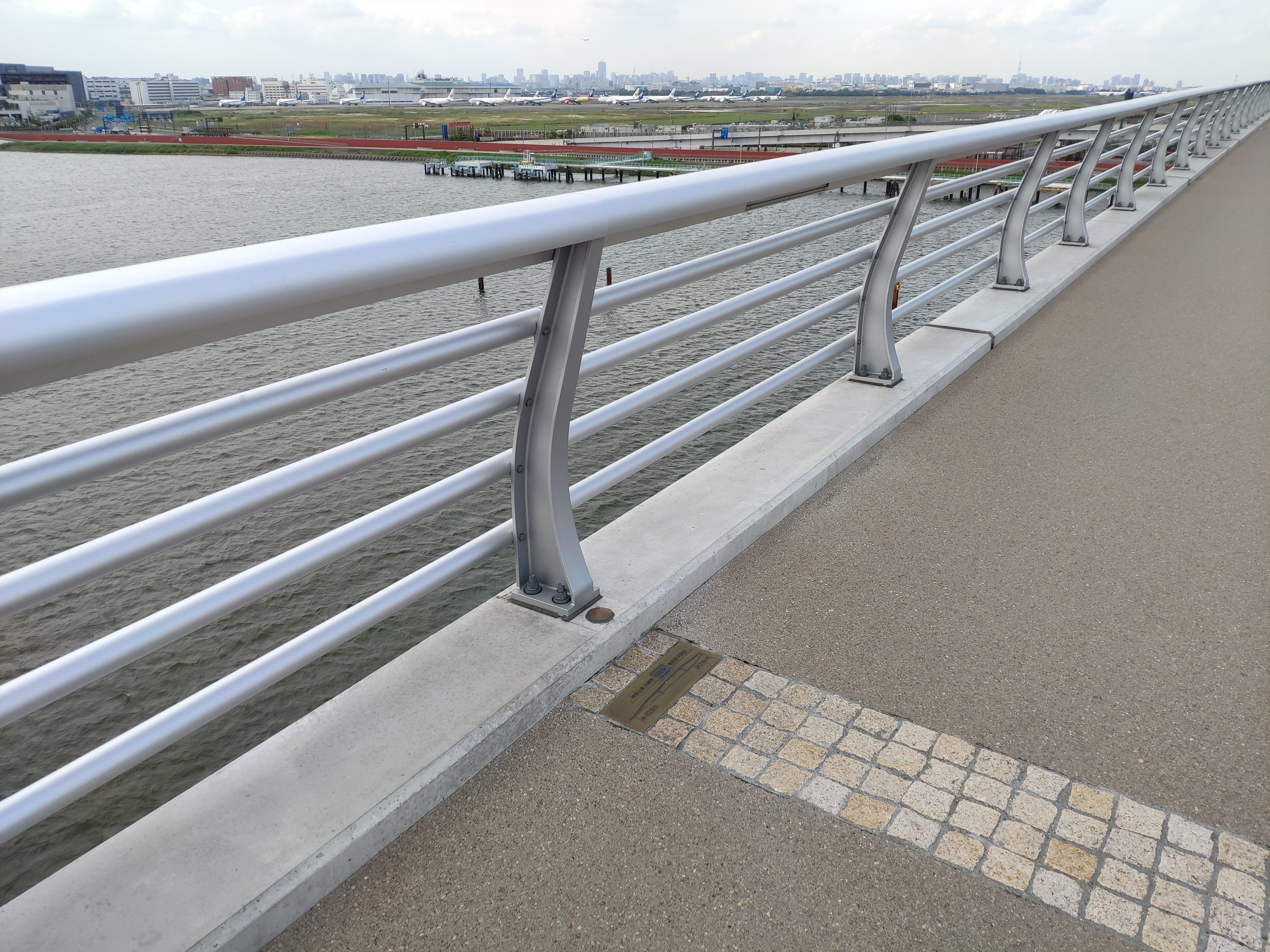
多摩川スカイブリッジ上の神奈川県川崎市・東京都大田区の都県境案内プレート（地面） 羽田空港方面を望む
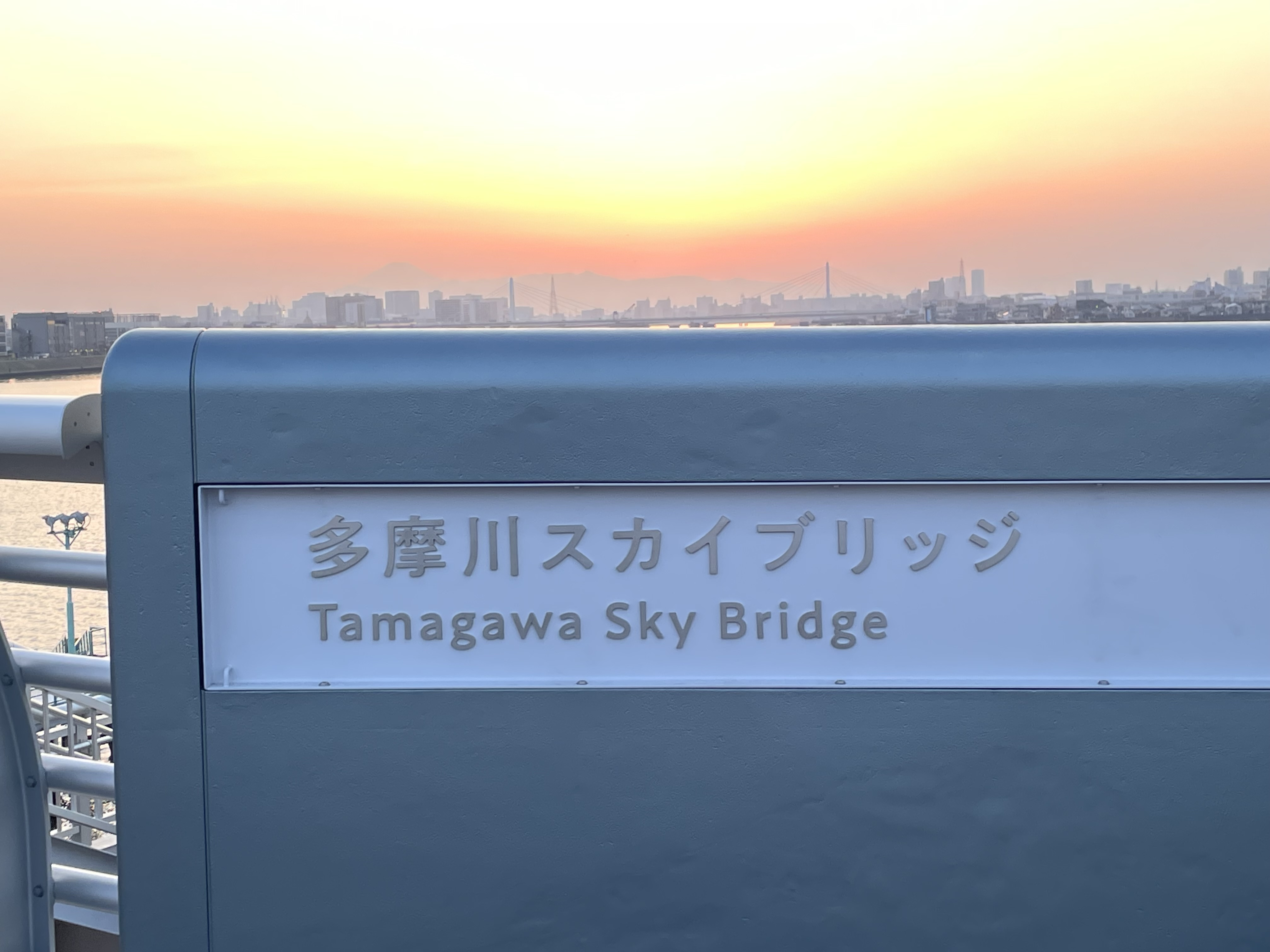
開通日に撮影された名称プレート（2022年3月12日）　 後方に大師橋を望む。

## 近隣の橋・河底トンネル
- 多摩川
  - （上流）－六郷橋－大師橋－高速大師橋－東海道貨物線羽田トンネル－多摩川スカイブリッジ－首都高速湾岸線多摩川トンネル－【河口】